# Marxismo libertario
Por marxismo libertario se entiende a un conjunto de movimientos o teorías que pertenecen al sector disidente del marxismo ortodoxo, generalmente denominado comunismo de izquierda, o al más amplio socialismo libertario. Presenta ciertos elementos y tradiciones comunes en su visión de un Estado socialista o de la dictadura del proletariado que lo distingue del marxismo-leninismo y la socialdemocracia. Evidencian un rechazo al centralismo, le dan menos énfasis al partido comunista como eje de la organización traspasándolo a las organizaciones obreras, además muestran una apertura a los derechos humanos y a la democracia deliberativa.

## Corrientes

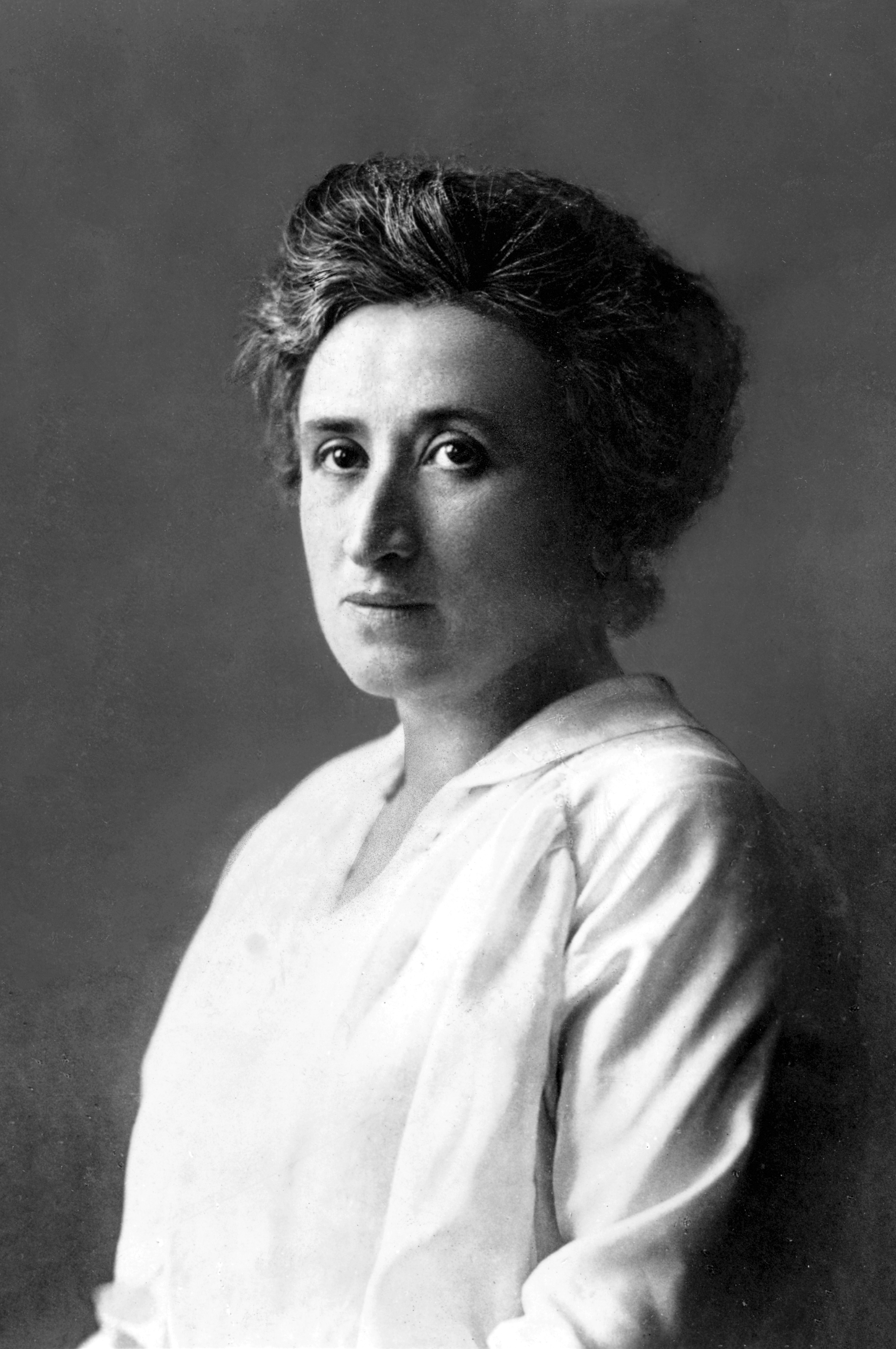
Rosa Luxemburgo.

### Comunismo de izquierda
El comunismo de izquierda o izquierda comunista está formada por los grupos que expresan un conjunto de puntos de vista económica y políticamente comunistas que opone ideas políticas a los bolcheviques desde una posición que afirma ser más auténticamente marxista y proletaria que las del leninismo sostenidas por la Internacional Comunista después de sus primeros dos Congresos. 
Los defensores del comunismo de izquierda han incluido a Rosa Luxemburgo, Hermann Gorter, Karl Korsch, Amadeo Bordiga y Paul Mattick pero no son los únicos. 
Prominentes grupos de la Izquierda Comunista que existen hoy incluyen a la Corriente Comunista Internacional (CCI) y el Buró Internacional para el Partido Revolucionario (BIPR). También diferentes facciones del viejo bordigista Partido Comunista Internacional son considerados organizaciones de la izquierda comunista.

### Comunismo consejista
El comunismo consejista, consejismo o comunismo de consejos es una corriente proletaria-revolucionaria surgida en el ámbito de la izquierda comunista germano-holandesa de los años 1920-1930. Su punto de diferenciación y ruptura con la socialdemocracia y el leninismo está en la crítica de los modelos tradicionales de partidos y políticas comunistas. La formulación temprana de la teoría comunista-consejista fue llevada a cabo por Anton Pannekoek y Otto Rühle, en el transcurso de la revolución alemana. Un teórico consejista posterior y más joven pero no menos importante fue Paul Mattick.

### Socialismo o barbarie

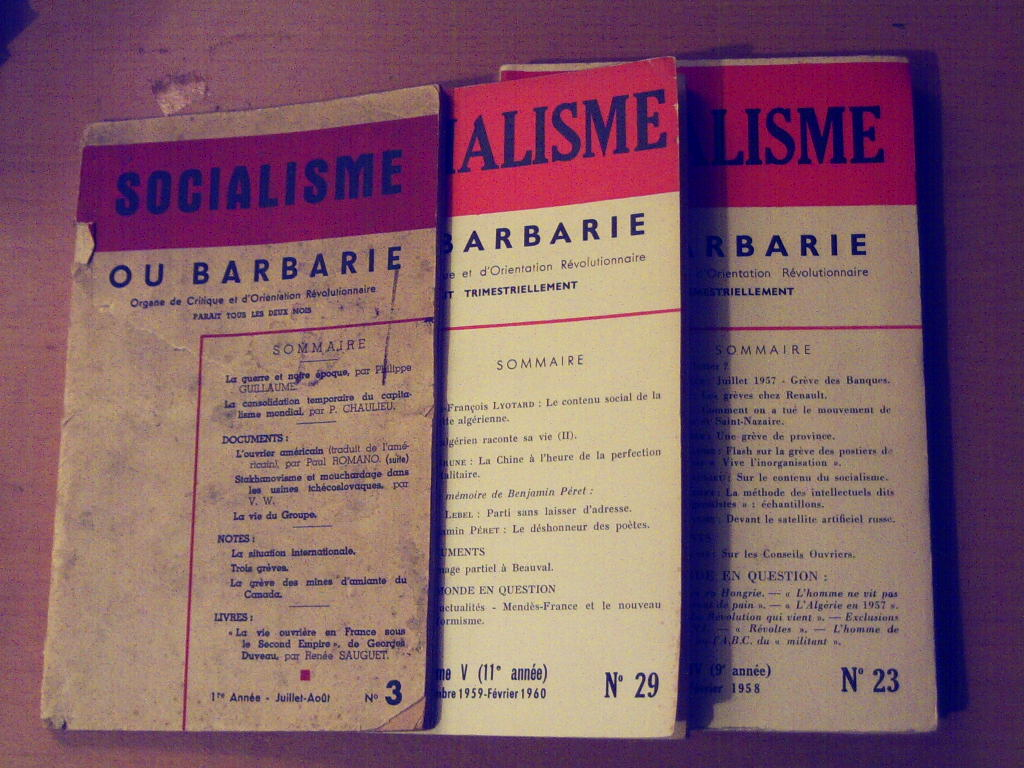
La revista Socialisme ou Barbarie.

Socialismo o barbarie fue un grupo marxista francés que existió entre 1948-1965. El nombre también se refiere a la revista del grupo. La expresión Socialismo o barbarie fue utilizada por primera vez por Rosa Luxemburgo en 1916, inspirada por un texto escrito por Friedrich Engels.
En 1946, Cornelius Castoriadis y Claude Lefort (entre otros miembros del Partido Comunista Internacionalista (PCI) francés), crearon la llamada tendencia Chaulieu-Montal, que pronto pasaría a llamarse Socialismo o barbarie. En 1948, la facción se separó del PCI y abandonó los postulados trotskistas, en particular la consideración de la URSS como estado obrero degenerado. El grupo comenzó entonces a publicar la revista del mismo nombre. Otros integrantes fueron: Daniel Blanchard (como Pierre Canjuers), Guy Debord, Jacques Gautrat (como Daniel Mothé), Gérard Genette, Pierre Guillaume, Alain Guillerm, Jean Laplanche, Jean-François Lyotard, Albert Maso (como Vega), Henri Simon y Pierre Souyri.

### Internacional Situacionista
La Internacional Situacionista (IS) era una organización de artistas e intelectuales revolucionarios (véase Situacionismo), entre cuyos principales objetivos estaba el de acabar con la sociedad de clases en tanto que sistema opresivo y el de combatir el sistema ideológico contemporáneo de la civilización occidental: la llamada dominación capitalista. La IS llegaba ideológicamente hablando a la mezcla de diferentes movimientos revolucionarios aparecidos desde el siglo XIX hasta sus días, notablemente del pensamiento marxista de Anton Pannekoek, de Rosa Luxemburg, de Georg Lukács así como del llamado Comunismo de Consejo o «Consejismo».
Esta organización, creada formalmente en la localidad italiana de Cosio d'Arroscia el 28 de julio de 1957, nace en el seno de otro movimiento contestatario de los años 1950: la Internacional Letrista, a la cual los fundadores de la IS, notablemente Guy Debord (1931–1994) le reprochaban su ineficiencia. Junto a Debord participan otros exponentes situacionistas como Gianfranco Sanguinetti, Asger Jorn, Raoul Vaneigem, Constant Nieuwenhuys y otros. La IS es el producto de la fusión de una serie de grupos anteriores de artistas e intelectuales, como la Internacional Letrista, el Movimiento Internacional por un Bauhaus Imaginista (MIBI), el grupo COBRA (del que formará parte Lubertus Jacobus Swaanswijk) y el Psychogeographic Comité de Londres. En 1962 se organiza una de las primeras y numerosas escisiones, por iniciativa de siete miembros disidentes (conocidos como los Seven Rebels: Nash, Fazakerley, Thorsen, De Jong, Elde's Studio, Strid y Hans Peter Zimmer) la llamada Segunda Internacional Situacionista, que sin embargo no prosperará. Comúnmente se considera a la IS una de las principales impulsoras ideológicas de los acontecimientos sociales acaecidos en Francia en mayo de 1968.
Las únicas obras pictóricas de la Internacional situacionista son las pinturas industriales de Giuseppe Pinot-Gallizio y las peintures détournées de Asger Jorn.
En 1972 la Internacional Situacionista se autodisuelve, pasando algunos de sus miembros a fundar en 1974 la llamada Antinacional Situacionista, de vida efímera.

### Movimiento autónomo

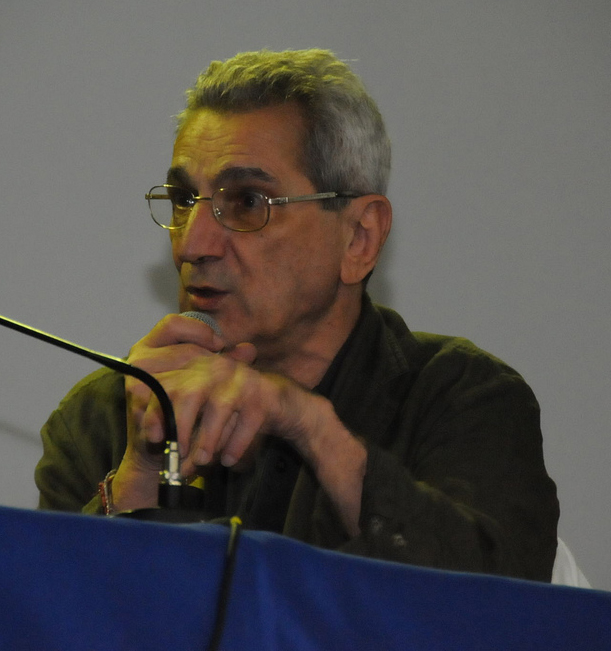
Antonio Negri, teórico del autonomismo marxista italiano.

El movimiento autónomo o marxismo autónomo (simplificado muchas veces como autonomismo) es una corriente política surgida desde la izquierda política y es, en algunos casos, parte de las interpretaciones del marxismo libertario (principalmente) y llega a coincidir con algunos postulados del anarquismo. Promueve un desenvolvimiento democrático y socializante del poder político, la democracia participativa, la horizontalidad, y una constante adecuación de las estrategias y tácticas a las realidades concretas de cada espacio. 
Se caracteriza por criticar y evitar el vanguardismo y el burocratismo de los partidos y los sindicatos de izquierda clásicos desde un discurso anticapitalista y antiestatista. Esto apunta a analizar, criticar y evitar en la vivencia la determinación de las estructuras de poder de la sociedad capitalista y estatal, para así crear una autodeterminación de la vida que se base en la capacidad positiva y productiva de los sectores subalternos dentro de la modernidad y así también determinar a la sociedad. 
Sus partidarios suelen ser llamados "autónomos" o "autonomistas". También existe la tendencia importante de enfatizar la política prefigurativa, o aquella que en acción ya contiene las formas sociales que desea sean la norma de la sociedad. Así también la idea relacionada de la posibilidad de experimentación social y rebeldía en el ahora y por ende la crítica a las visiones que miran al mundo mejor solo capaz de hacerse realidad después de realizar la revolución.

### Comunización
Comunización se refiere a una teoría comunista contemporánea en la cual se encuentra una "mezcla de anarquismo insurrecionalista, el comunismo de izquierda, post-autonomistas, corrientes anti-políticas, grupos como El Comité Invisible así como corrientes más explícitamente comunizadoras, como Théorie Communiste y Endnotes. Obviamente en el corazón de la palabra esta el comunismo y, como sugiere el cambio hacia la comunización, el comunismo como una actividad particular y proceso.
La idea de comunización empezó a ser usada a principios de los años setenta por algunos miembros de la corriente comunista radical heredera de la Comunismo de izquierda italiano y del consejismo germano-holandés. Grupos como La Vieille Taupe, Invariance, La Guerre Sociale, entre otros, hablaron de comunización para describir una nueva manera de entender el comunismo y la revolución, distinta de la que había sido dominante en tiempos de la revolución rusa y de la Tercera Internacional. Si bien los grupos que plantean esta idea han sido influidos por la Internacional Situacionista, éstos forman una corriente que hunde sus raíces en una época anterior: entre sus influencias se hallan las fracciones comunistas que se opusieron a la bolchevización de la Tercera Internacional en los años 20; grupos como Socialismo o Barbarie y los propios situacionistas en los 60; y una variedad de organizaciones de inspiración consejista que florecieron en Europa en los años 60 y 70 (entre ellos La Guerre Sociale, la revista Etcétera en España, La Banquise y otros). Particularmente importantes han sido, en años más recientes, las investigaciones teóricas desarrolladas por grupos como Theorie Communiste y la revista Troploin. Asimismo, en torno a estas discusiones se han desarrollado en años recientes una serie de publicaciones y grupos que se definen como "corriente comunizadora". No obstante, pese a la apariencia de homogeneidad que dicha corriente pueda tener, en su interior se dan frecuentes discrepancias acerca del sentido de la noción y de su viabilidad práctica.